# Association des historiens de l'art italien
L'association des historiens de l'art italien (AHAI) est fondée en 1993 par un collectif de 21 personnes. Cette association favorise les échanges entre historiens chercheurs français et italiens. Elle contribue à une meilleure circulation de l'information relative aux travaux réalisés ou en cours dans le domaine de l'histoire de l'art italien.